# Damernas turnering i volleyboll vid olympiska sommarspelen 2008
Damernas turnering i volleyboll vid olympiska sommarspelen 2008 spelades 9–23 augusti 2008 i Beijing, Kina under OS 2008. I turneringen deltog 12 landslag och Brasilien blev olympiska damvolleybollmästare för första gången.

## Kvalificering
I tävlingen deltog av värdlandets landslag, de tre bästa lagen från världscupen 2007, topplaget från varje kontinents kvalturnering och de tre bästa lagen från en global kvaltävling.

## Arenor
|                                                                     |                                                                                    |
|                                                                     |                                                                                    |
| Capital Indoor Stadium Stad: Beijing Kapacitet: 18 000 Öppnad: 1968 | Beijing Institute of Technology Gymnasium Stad: Beijing Kapacitet: 5 000 Öppnad: - |

## Deltagande lag
| Lag       | Turnering                  | Deltog senast |
| --------- | -------------------------- | ------------- |
| Algeriet  | 1:a afrikanska kvalet      | Debut         |
| Brasilien | 2:a världscupen 2007       | Aten 2004     |
| Kina      | Värdland                   | Aten 2004     |
| Kuba      | 1:a nordamerikanska kvalet | Aten 2004     |
| Japan     | 3:a globala kvalet         | Aten 2004     |
| Kazakstan | 5:a globala kvalet         | Debut         |
| Italien   | 1:a världscupen 2007       | Aten 2004     |
| Polen     | 2:a globala kvalet         | Mexiko 1968   |
| Ryssland  | 1:a Europakvalet           | Aten 2004     |
| Serbien   | 1:a globala kvalet         | Debut         |
| USA       | 3:a världscupen 2007       | Aten 2004     |
| Venezuela | 1:a sydamerikanska kvalet  | Debut         |

## Turneringen

### Gruppspel
| Grupp A   | Grupp B   |
| --------- | --------- |
| Kina      | Algeriet  |
| Kuba      | Brasilien |
| Japan     | Kazakstan |
| Polen     | Italien   |
| USA       | Ryssland  |
| Venezuela | Serbien   |

#### Grupp A

##### Resultat
| 9 augusti 2008 Capital Indoor Stadium, Beijing Speltid: 1h:37 - Åskådare: 14 000                    | Polen     | 1 - 3 | Kuba      | 25-21, 17-25, 20-25, 17-25        |
| 9 augusti 2008 Capital Indoor Stadium, Beijing Speltid: 1h:04 - Åskådare: 12 000                    | Venezuela | 0 - 3 | Kina      | 13-25, 13-25, 18-25               |
| 9 augusti 2008 Capital Indoor Stadium, Beijing Speltid: 1h:45 - Åskådare: 11 500                    | Japan     | 1 - 3 | USA       | 20-25, 25-20, 19-25, 21-25        |
| 11 augusti 2008 Capital Indoor Stadium, Beijing Speltid: 1h:15 - Åskådare: 12 000                   | USA       | 0 - 3 | Kuba      | 15-25, 24-26, 17-25               |
| 11 augusti 2008 Capital Indoor Stadium, Beijing Speltid: 1h:46 - Åskådare: 12 000                   | Kina      | 3 - 1 | Polen     | 22-25, 25-15, 25-20, 25-22        |
| 11 augusti 2008 Capital Indoor Stadium, Beijing Speltid: 1h:06 - Åskådare: 5 000                    | Japan     | 3 - 0 | Venezuela | 25-12, 25-17, 25-12               |
| 13 augusti 2008 Beijing Institute of Technology Gymnasium, Beijing Speltid: 1h:45 - Åskådare: 3 400 | Venezuela | 1 - 3 | USA       | 17-25, 25-20, 14-25, 18-25        |
| 13 augusti 2008 Capital Indoor Stadium, Beijing Speltid: 2h:03 - Åskådare: 13 000                   | Kuba      | 3 - 2 | Kina      | 18-25, 14-25, 25-23, 32-30, 15-13 |
| 13 augusti 2008 Capital Indoor Stadium, Beijing Speltid: 2h:06 - Åskådare: 5 400                    | Polen     | 2 - 3 | Japan     | 21-25, 20-25, 25-18, 25-23, 11-15 |
| 15 augusti 2008 Capital Indoor Stadium, Beijing Speltid: 1h:07 - Åskådare: 11 000                   | Venezuela | 0 - 3 | Polen     | 12-25, 12-25, 20-25               |
| 15 augusti 2008 Capital Indoor Stadium, Beijing Speltid: 2h:16 - Åskådare: 13 000                   | USA       | 3 - 2 | Kina      | 23-25, 25-22, 23-25, 25-20, 15-11 |
| 15 augusti 2008 Capital Indoor Stadium, Beijing Speltid: 1h:09 - Åskådare: 5 000                    | Japan     | 0 - 3 | Kuba      | 17-25, 22-25, 22-25               |
| 17 augusti 2008 Beijing Institute of Technology Gymnasium, Beijing Speltid: 1h:12 - Åskådare: 3 500 | Kuba      | 3 - 0 | Venezuela | 25-20, 25-20, 25-19               |
| 17 augusti 2008 Capital Indoor Stadium, Beijing Speltid: 2h:13 - Åskådare: 11 000                   | Polen     | 2 - 3 | USA       | 25-18, 21-25, 25-19, 19-25, 13-15 |
| 17 augusti 2008 Capital Indoor Stadium, Beijing Speltid: 1h:13 - Åskådare: 13 000                   | Kina      | 3 - 0 | Japan     | 26-24, 25-16, 25-14               |

#### Sluttabell
| Pos. | Lag       | Pt | M | V | F | SV | SF | Kvot  | PV  | PF  | Kvot  |
| ---- | --------- | -- | - | - | - | -- | -- | ----- | --- | --- | ----- |
| 1.   | Kuba      | 10 | 5 | 5 | 0 | 15 | 3  | 5,000 | 426 | 371 | 1,148 |
| 2.   | USA       | 9  | 5 | 4 | 1 | 12 | 9  | 1,333 | 459 | 441 | 1,041 |
| 3.   | Kina      | 8  | 5 | 3 | 2 | 13 | 7  | 1,857 | 467 | 395 | 1,182 |
| 4.   | Japan     | 7  | 5 | 2 | 3 | 7  | 11 | 0,636 | 381 | 389 | 0,979 |
| 5.   | Polen     | 6  | 5 | 1 | 4 | 9  | 12 | 0,750 | 441 | 445 | 0,991 |
| 6.   | Venezuela | 5  | 5 | 0 | 5 | 1  | 15 | 0,067 | 262 | 395 | 0,663 |

#### Grupp B

##### Resultat
| 9 augusti 2008 Beijing Institute of Technology Gymnasium, Beijing Speltid: 1h:34 - Åskådare: 3 100  | Italien   | 3 - 1 | Ryssland  | 25-20, 17-25, 25-16, 25-23 |
| 9 augusti 2008 Beijing Institute of Technology Gymnasium, Beijing Speltid: 1h:38 - Åskådare: 1 800  | Serbien   | 3 - 1 | Kazakstan | 25-21, 25-17, 23-25, 25-21 |
| 9 augusti 2008 Capital Indoor Stadium, Beijing Speltid: 1h:03 - Åskådare: 12 000                    | Algeriet  | 0 - 3 | Brasilien | 11-25, 11-25, 10-25        |
| 11 augusti 2008 Beijing Institute of Technology Gymnasium, Beijing Speltid: 1h:07 - Åskådare: 3 100 | Algeriet  | 0 - 3 | Serbien   | 14-25, 13-25, 13-25        |
| 11 augusti 2008 Beijing Institute of Technology Gymnasium, Beijing Speltid: 1h:06 - Åskådare: 3 100 | Kazakstan | 0 - 3 | Italien   | 19-25, 15-25, 21-25        |
| 11 augusti 2008 Capital Indoor Stadium, Beijing Speltid: 1h:10 - Åskådare: 12 000                   | Brasilien | 3 - 0 | Ryssland  | 25-14, 25-14, 25-16        |
| 13 augusti 2008 Beijing Institute of Technology Gymnasium, Beijing Speltid: 1h:00 - Åskådare: 3 400 | Italien   | 3 - 0 | Algeriet  | 25-7, 25-20, 25-12         |
| 13 augusti 2008 Capital Indoor Stadium, Beijing Speltid: 1h:14 - Åskådare: 12 000                   | Ryssland  | 3 - 0 | Kazakstan | 25-19, 25-18, 25-11        |
| 13 augusti 2008 Capital Indoor Stadium, Beijing Speltid: 1h:13 - Åskådare: 11 000                   | Serbien   | 0 - 3 | Brasilien | 15-25, 13-25, 23-25        |
| 15 augusti 2008 Beijing Institute of Technology Gymnasium, Beijing Speltid: 1h:05 - Åskådare: 3 500 | Algeriet  | 0 - 3 | Ryssland  | 11-25, 19-25, 10-25        |
| 15 augusti 2008 Beijing Institute of Technology Gymnasium, Beijing Speltid: 1h:07 - Åskådare: 3 500 | Brasilien | 3 - 0 | Kazakstan | 25-13, 25-6, 27-25         |
| 15 augusti 2008 Capital Indoor Stadium, Beijing Speltid: 1h:12 - Åskådare: 11 000                   | Serbien   | 0 - 3 | Italien   | 23-25, 20-25, 19-25        |
| 17 augusti 2008 Beijing Institute of Technology Gymnasium, Beijing Speltid: 1h:32 - Åskådare: 3 500 | Kazakstan | 3 - 1 | Algeriet  | 25-18, 25-20, 17-25, 25-16 |
| 17 augusti 2008 Capital Indoor Stadium, Beijing Speltid: 1h:15 - Åskådare: 10 500                   | Italien   | 0 - 3 | Brasilien | 16-25, 22-25, 17-25        |
| 17 augusti 2008 Capital Indoor Stadium, Beijing Speltid: 1h:13 - Åskådare: 7 000                    | Ryssland  | 3 - 0 | Serbien   | 25-21, 25-16, 25-20        |

##### Sluttabell
| Pos. | Lag       | Pt | M | V | F | SV | SF | Kvot  | PV  | PF  | Kvot  |
| ---- | --------- | -- | - | - | - | -- | -- | ----- | --- | --- | ----- |
| 1.   | Brasilien | 10 | 5 | 5 | 0 | 15 | 0  | MAX   | 377 | 226 | 1,668 |
| 2.   | Italien   | 9  | 5 | 4 | 1 | 12 | 4  | 3,000 | 372 | 315 | 1,181 |
| 3.   | Ryssland  | 8  | 5 | 3 | 2 | 10 | 6  | 1,667 | 353 | 312 | 1,131 |
| 4.   | Serbien   | 7  | 5 | 2 | 3 | 6  | 10 | 0,600 | 343 | 349 | 0,983 |
| 5.   | Kazakstan | 6  | 5 | 1 | 4 | 4  | 13 | 0,308 | 323 | 404 | 0,800 |
| 6.   | Algeriet  | 5  | 5 | 0 | 5 | 1  | 15 | 0,067 | 230 | 392 | 0,587 |

### Slutspelsfasen
|  | Kvartsfinaler | Kvartsfinaler | Kvartsfinaler |           |    | Semifinaler | Semifinaler | Semifinaler |    |                     | Final               | Final               | Final |  |
|  |               |               |               |           |    |             |             |             |    |                     |                     |                     |       |  |
|  | 1A            | Kuba          | 3             |           |    |             |             |             |    |                     |                     |                     |       |  |
|  | 1A            | Kuba          | 3             |           |    |             |             |             |    |                     |                     |                     |       |  |
|  | 4B            | Serbien       | 0             |           |    |             |             |             |    |                     |                     |                     |       |  |
|  | 4B            | Serbien       | 0             |           | 1A | Kuba        | 0           |             |    |                     |                     |                     |       |  |
|  |               |               |               |           | 1A | Kuba        | 0           |             |    |                     |                     |                     |       |  |
|  |               |               | 2A            | USA       | 3  |             |             |             |    |                     |                     |                     |       |  |
|  | 2A            | USA           | 2A            | USA       | 3  | 3           |             |             |    |                     |                     |                     |       |  |
|  | 2A            | USA           |               |           |    |             |             |             |    |                     |                     |                     |       |  |
|  | 2B            | Italien       | 2             |           |    |             |             |             |    |                     |                     |                     |       |  |
|  | 2B            | Italien       | 2             |           | 2A | USA         | 1           |             |    |                     |                     |                     |       |  |
|  |               |               |               |           |    |             |             |             |    |                     |                     |                     |       |  |
|  |               |               | 1B            | Brasilien | 3  |             |             |             |    |                     |                     |                     |       |  |
|  | 3A            | Kina          | 1B            | Brasilien | 3  | 3           |             |             |    |                     |                     |                     |       |  |
|  | 3A            | Kina          |               |           |    | 3           |             |             |    |                     |                     |                     |       |  |
|  | 3B            | Ryssland      | 0             |           |    |             |             |             |    |                     |                     |                     |       |  |
|  | 3B            | Ryssland      | 0             |           | 3A | Kina        | 0           |             |    | Match om tredjepris | Match om tredjepris | Match om tredjepris |       |  |
|  |               |               |               |           | 3A | Kina        | 0           |             |    |                     |                     |                     |       |  |
|  |               |               | 1B            | Brasilien | 3  |             |             |             |    |                     |                     |                     |       |  |
|  | 4B            | Japan         | 1B            | Brasilien | 3  | 0           |             |             | 1A | Kuba                | 1                   |                     |       |  |
|  | 4B            | Japan         |               |           |    |             |             |             | 1A | Kuba                | 1                   |                     |       |  |
|  | 1B            | Brasilien     | 3             |           |    | 3A          | Kina        | 3           |    |                     |                     |                     |       |  |

#### Kvartsfinaler
| 19 augusti 2008 Capital Indoor Stadium, Beijing Speltid: 1h:20 - Åskådare: 12 500 | Kuba  | 3 - 0 | Serbien   | 26-24, 25-19, 26-24              |
| 19 augusti 2008 Capital Indoor Stadium, Beijing Speltid: 2h:01 - Åskådare: 10 000 | USA   | 3 - 2 | Italien   | 20-25, 25-21, 19-25, 25-18, 15-6 |
| 19 augusti 2008 Capital Indoor Stadium, Beijing Speltid: 1h:30 - Åskådare: 13 000 | Kina  | 3 - 0 | Ryssland  | 25-22, 27-25, 25-19              |
| 19 augusti 2008 Capital Indoor Stadium, Beijing Speltid: 1h:13 - Åskådare: 12 500 | Japan | 0 - 3 | Brasilien | 12-25, 20-25, 16-25              |

#### Semifinaler
| 21 augusti 2008 Capital Indoor Stadium, Beijing Speltid: 1h:13 - Åskådare: 13 000 | Kuba | 0 - 3 | USA       | 20-25, 16-25, 17-25 |
| 21 augusti 2008 Capital Indoor Stadium, Beijing Speltid: 1h:19 - Åskådare: 13 000 | Kina | 0 - 3 | Brasilien | 25-27, 22-25, 14-25 |

#### Match om tredjepris
| 23 augusti 2008 Capital Indoor Stadium, Beijing Speltid: 1h:36 - Åskådare: 12 500 | Kuba | 1 - 3 | Kina | 16-25, 25-21, 13-25, 20-25 |

#### Final
| 23 augusti 2008 Capital Indoor Stadium, Beijing Speltid: 1h:44 - Åskådare: 13 000 | USA | 1 - 3 | Brasilien | 15-25, 25-18, 13-25, 21-25 |

## Slutplaceringar
| Pos | Lag       |
| --- | --------- |
|     | Brasilien |
|     | USA       |
|     | Kina      |
| 4   | Kuba      |
| 5   | Japan     |
| 5   | Italien   |
| 5   | Ryssland  |
| 5   | Serbien   |
| 9   | Kazakstan |
| 9   | Polen     |
| 11  | Algeriet  |
| 11  | Venezuela |

## Individuella utmärkelser
| Utmärkelse              | Namn                | Lag       |
| ----------------------- | ------------------- | --------- |
| Mest värdefulla spelare | Paula Pequeno       | Brasilien |
| Bästa poängvinnare      | Logan Tom           | USA       |
| Bästa anfallare         | Rosir Calderón      | Kuba      |
| Bästa blockare          | Erika Araki         | Japan     |
| Bästa servare           | Yanelis Santos      | Kuba      |
| Bästa passare           | Hélia de Souza      | Brasilien |
| Bästa mottagare         | Zhou Suhong         | Kina      |
| Bästa försvarare        | Zhang Na            | Kina      |
| Bästa libero            | Fabiana de Oliveira | Brasilien |